# Perlage

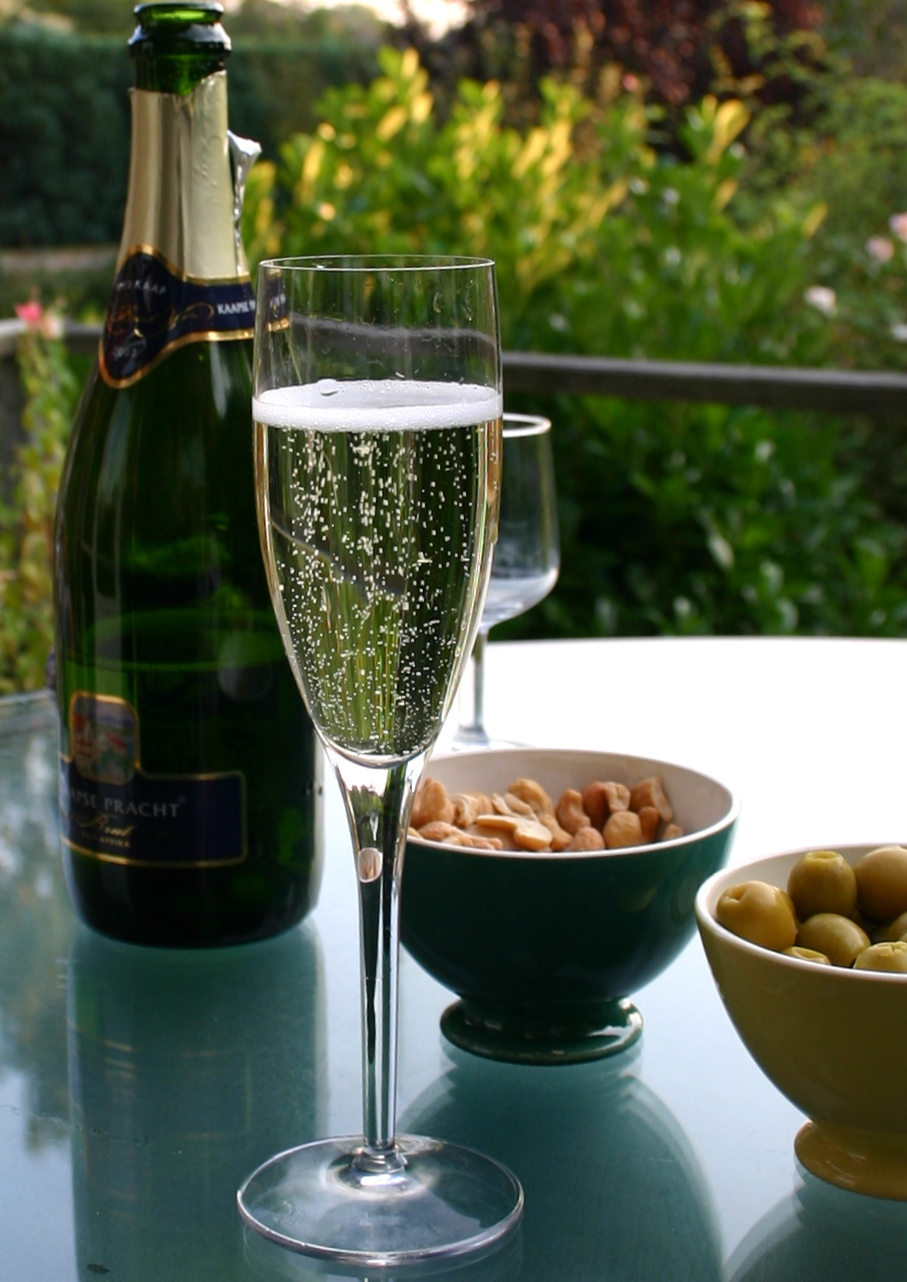
Perlage en copa de flauta de champaña

Perlage es el nombre que se da a las burbujas de gas carbónico que se forman cuando se sirve un espumante o champán. El ideal es que las burbujas sean abundantes y pequeñas.
La uva chardonnay proporciona burbujas más pequeñas y más delicadas que la pinot noir o pinot meunier.

## Clasificaciones

### Tamaño
Las burbujas, en cuanto al tamaño, pueden ser clasificadas en: muy finas, finas, medias, grandes y groseras.

### Durabilidad
Cuánto mayor la persistencia de las burbujas, mejor el espumante. Por la persistencia, el perlage puede ser clasificado en: muy persistente, persistente, suficientemente persistente, poco persistente y evanescente.

### Cantidad
Mientras más burbujas, mejor. Estas pueden ser: muy numerosas, numerosas, suficientemente numerosas, poco numerosas, escasas y muy escasas.